# Слотен (Северная Голландия)
Слотен (нидерл. Sloten) — деревня в провинции Северная Голландия, Нидерланды. Он является частью общины Амстердам и находится примерно в 6 км к западу от центра города. Слотен был отдельной общиной до 1921 года. С тех пор Слотен (основан в 990 году) стал самой старой частью Амстердама (основан в 1254 году). В настоящее время он наиболее известен благодаря работающей ветряной мельнице, преобразованной в музей ветряных мельниц. Население Слотена составляет 13 490 человек (по состоянию на февраль 2010 года).

## История
Самое раннее документальное упоминание о Слотене относится к 1063 году и поэтому он примерно на 200 лет старше Амстердама. Около 1000 года эта территория была заболоченной и едва заселённой. После 1000 года начало развиваться сельское хозяйство и были основаны первые деревни. Около 1175 года через Слотен была проложена дорога, получившая позднее название Слотервег. Слотервег был самой важной наземной связью между Амстердамом и Северной Голландией до начала XVI века.
В 1816 году деревня Слотен стала отдельной общиной. Слотен был присоединён к общине Амстердам с января 1921 года и был частично интегрирован в район Осдорп. Самый маленький полицейский участок в Нидерландах находится в центре Слотена.
Во время летних Олимпийских игр 1928 года здесь проходили соревнования по гребле.